# NGC 2516
NGC 2516 (noto anche come C 96) è un ammasso aperto molto concentrato visibile nella costellazione australe della  Carena; è ben visibile anche senza l'ausilio di strumenti, sebbene la sua posizione in cielo fa sì che sia osservabile quasi esclusivamente dall'emisfero sud della Terra.

## Osservazione

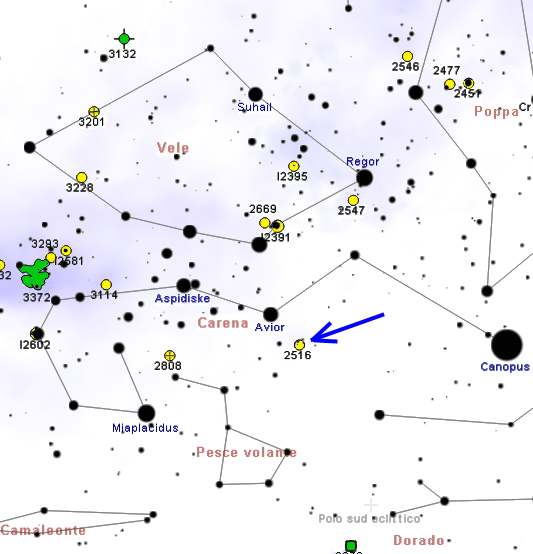
Mappa per individuare NGC 2516.

Ad occhio nudo, questo brillante ammasso è individuabile con facilità, circa tre gradi a sud-ovest della brillante stella ε Carinae; appare come una macchietta nebulosa di forma triangolare, con il vertice che punta in direzione della stessa stella ε. Talvolta sono evidenti due minutissimi astri nella parte orientale. Con un binocolo 10x50 già appare in parte risolto, ma la concentrazione di stelle è tale che spesso si fatica a scinderle completamente, cosicché lo sfondo continua ad apparire nebuloso; con telescopi con aperture di almeno 100mm l'ammasso è completamente risolto in decine di componenti. A nord NGC 2516 è dominato da una stella rossa, di quinta magnitudine.
La sua declinazione fortemente australe fa sì che quest'ammasso non sia osservabile da gran parte delle regioni abitate dell'emisfero boreale, come l'Europa e quasi tutto il Nordamerica; da molte regioni dell'emisfero australe, al contrario, si presenza circumpolare. Il periodo migliore per la sua osservazione nel cielo serale è quello compreso fra dicembre e maggio.

## Storia delle osservazioni
Il primo che riportò la presenza di quest'ammasso nella volta celeste fu l'abate Nicolas Louis de Lacaille, che lo scoprì durante la sua permanenza a Città del Capo e lo inserì nel suo catalogo edito nel 1755; qui lo classifica come un oggetto nebuloso e lo indica come un fitto gruppo formato da 10-12 stelle. In realtà la nebulosità era dovuta alla parziale risoluzione dell'ammasso che poté eseguire il Lacaille, come avrebbe poi confermato John Herschel poco meno di un secolo dopo: egli lo indicò infatti come un oggetto compatto formato da 200-250 stelle e privo di luminosità, con al centro una stella arancione di ottava magnitudine.

## Caratteristiche
NGC 2516 è un ammasso molto luminoso, la cui distanza è stimata attorno ai 409 parsec (circa 1330 anni luce) ed è quindi situato all'interno del Braccio di Orione, a breve distanza dai confini della grande Nebulosa di Gum.
Gran parte delle stelle dell'ammasso sono comprese entro un diametro apparente di 20-30', sebbene le ramificazioni più esterne si estendono fino a 1°; tuttavia, tramite i dati ottenuti col satellite Hipparcos, si è scoperto che le stelle più brillanti visibili sul bordo settentrionale, che apparentemente fanno estendere l'ammasso verso questa direzione, non fanno parte dell'ammasso stesso, trovandosi a circa 53 anni luce da noi, contro i circa 1330 dell'oggetto.
NGC 2516 possiede circa un centinaio di membri accertati, alcuni dei quali sono stelle giganti: vi sono infatti alcune giganti arancioni, una gigante rossa variabile irregolare e altre stelle; similmente alla parte centrale dell'ammasso del Presepe, NGC 2516 sembra mostrare segni tipici del fenomeno della segregazione di massa, mentre la distribuzione delle componenti è a tratti irregolare, con alcune bande oscure meno dense. Alcune stelle mostrano delle peculiarità da un punto di vista chimico.
L'età dell'ammasso è stimata sui 60 milioni di anni ed è uno dei sette ammassi aperti del cielo che mostrano la stessa età e un moto nello spazio comune, fra i quali le Pleiadi, le Pleiadi del Sud e l'Ammasso di Alfa Persei; la sua massa è compresa fra le 800 e le 1500 masse solari e la regione più densa si estende per un diametro pari a circa 9 anni luce. Rispetto al piano galattico, quest'ammasso si trova 52 anni luce a sud, circa alla stessa distanza della vasta Nebulosa di Gum, un antico resto di supernova la cui età è però inferiore. NGC 2516 sarebbe transitato più volte attraverso le dense nubi molecolari della regione delle Vele.

### Libri
- (EN) Stephen James O'Meara, Deep Sky Companions: The Caldwell Objects, Cambridge University Press, 2003, ISBN 0-521-55332-6.

### Carte celesti
- Tirion, Rappaport, Lovi, Uranometria 2000.0 - Volume II - The Southern Hemisphere to +6°, Richmond, Virginia, USA, Willmann-Bell, inc., 1987, ISBN 0-943396-15-8.
- Tirion, Sinnott, Sky Atlas 2000.0 - Second Edition, Cambridge, USA, Cambridge University Press, 1998, ISBN 0-933346-90-5.
- Tirion, The Cambridge Star Atlas 2000.0, 3ª ed., Cambridge, USA, Cambridge University Press, 2001, ISBN 0-521-80084-6.